# Petelotiella tonkinensis
Petelotiella tonkinensis är en nässelväxtart som först beskrevs av François Gagnepain, och fick sitt nu gällande namn av François Gagnepain. Petelotiella tonkinensis ingår i släktet Petelotiella och familjen nässelväxter. Inga underarter finns listade i Catalogue of Life.